# Carlo Giuseppe Londonio
Carlo Giuseppe Londonio (Milano, 1780 – Milano, 1845) è stato uno storico, economista e letterato italiano.

## Biografia
Figlio di Girolamo e Giuseppina Goffredi, Carlo Giuseppe Londonio nacque a Milano il 1º ottobre del 1780. Dal momento che era rimasto orfano di padre in giovane età, fu mandato da uno zio nel collegio "Lalatta" a Parma, dove si rivelò un ottimo studente; tuttavia interruppe gli studi nel 1796, quando i Francesi occuparono la Lombardia.
Tornato a Milano, continuò gli studi da autodidatta, concentrandosi maggiormente sui classici, le scienze economiche e le lingue, tra cui in particolare l'inglese e il tedesco.
In questo periodo intraprese vari viaggi in Svizzera, in Francia e in varie città italiane, soprattutto a Roma; qui acquisì conoscenze artistiche e buon gusto estetico, cose che in seguito sarebbero risultate utili per le sue opere. Nel mentre non mancò di interessarsi alle vicende politiche. Nel 1806 sposò Angiola Bonacina, da cui ebbe due figlie, Isabella ed Emilia.
Nel 1809 pubblicò la sua prima opera letteraria, "Discorso dei danni derivanti dalle ricchezze", che analizza il rapporto tra ricchezze e felicità pubblica.
Poco dopo pubblicò due opuscoli in risposta agli articoli del sacerdote e critico francese Aimè Guillon il quale, pochi anni prima aveva criticato pesantemente il carme Dei Sepolcri di Ugo Foscolo, e al quale rispose pubblicando sul Giornale Italiano una lettera tesa a contrastare le sue argomentazioni e far risaltare la sua incompetenza nel campo della letteratura italiana.
Ben presto gli venne chiesto di far parte del "Consiglio de' savi" come delegato a varie imprese di beneficenza e alla pubblica illuminazione. Questo ufficio rappresenterà per lui un incarico a vita.
Nel 1815 venne nominato Commissario Imperiale Delegato e partecipò al processo tra i principi di Lucca, che rivendicavano la proprietà di ricchezze che erano state sequestrate dal governo di Lucca a Napoleone Bonaparte, e la famiglia dei Baciocchi, che sosteneva che queste ricchezze erano state a loro consegnate da Napoleone stesso.
Un altro incarico che egli ricoprì fu la sorveglianza "della salute pubblica e della sussistenza dei poveri", esercitato tra il 1816 e il 1817, durante l'epidemia di Milano. La sua operosità fu premiata con la nomina a membro della Commissione Centrale di beneficenza, che durò per molti anni.
Subito dopo divenne Direttore generale dei Ginnasi di Lombardi dove, tra l'altro, si occupò della traduzione di testi scolastici e spesso affidò il lavoro a persone poco gradite al governo austriaco, tra cui Tommaso Grossi, Giovanni Gherardini e Carlo Cattaneo. Inoltre, propose testi scolastici originali in sostituzione di quelli governativi, approfittando della fiducia che il governo austriaco riponeva in lui, con lo scopo precipuo di difendere la cultura italiana.
Tuttavia i vari impegni furono dannosi per la sua salute; un'ulteriore aggravante fu rappresentata dalla depressione a seguito della morte di parto della figlia Emilia. Tutto ciò lo spinse a dimettersi dall'incarico di Direttore dei Ginnasi nel 1832. Ma non passò molto tempo prima che la nomina a presidente dell'Accademia di Belle Arti interrompesse il suo riposo.
Nel 1833 divenne direttore dei lavori per la costruzione dell'Arco della Pace di Milano, a seguito della morte del precedente direttore Luigi Cagnola, portando così a compimento la costruzione dell'opera.
Mentre era membro delle Accademie di Belle Arti di Vienna, Venezia, Firenze, Torino, Bologna, Ginevra, dell'Accademia di San Luca in Roma, degli Atenei di Brescia e di Bergamo, fu anche iscritto come membro all'Istituto Lombardo. Questa carica lo spinse a riprendere gli studi di economia pubblica. Era il 1845 e il suo rinnovato impegno negli studi e nella carriera politica lasciava intravedere una stagione di nuove e brillanti opere, se la morte non l'avesse colto la mattina del 10 agosto di quello stesso anno, nella sua casa di Milano.

## Opere
Fu un letterato impegnato fortemente in campo "Classicista", nel momento in cui la pubblicistica dibatteva animatamente intorno alla "Polemica classico-romantica", ulteriormente alimentata dall'articolo di Madame de Staël intitolato "Sulla maniera e la utilità delle traduzioni", pubblicato nel gennaio 1816 sul primo numero della "Biblioteca Italiana" per la traduzione di Pietro Giordani, nel quale criticava i classicisti per la loro staticità nelle tematiche, ormai antiche e ripetitive. Fu tuttavia uno scrittore polivalente, attivo in ambito economico e autore di una originale raccolta di aforismi.
- Scrisse la "Risposta ai due discorsi di Madame de Staël" (due scritti pubblicati nel 1816), dove argomentò l'impossibilità di imporre all'Italia modelli stranieri attraverso la traduzione di quelle opere letterarie, come sosteneva invece la parte romantica.
- Nell'opuscolo "Cenni critici sulla poesia romantica" del 1817 (arricchito dalla "Appendice ai Cenni critici sulla Poesia Romantica" del 1818), pur affermando genericamente che anche la poesia romantica aveva «sue particolari bellezze», propendeva tuttavia per il canone di poesia classica, che trovava «più perfetto, più ragionato, più essenziale» e che meglio si adattava, a suo modo di vedere, alla poesia italiana; poesia che inoltre doveva evitare di favorire il piacere del popolo, che Londonio riteneva poco intelligente e poco propenso al culto dell'arte.
- Un'altra sua opera importante è "Pensieri di un uomo di senso comune", da considerare come l'opera letteraria più originale dell'autore. È una silloge di aforismi, mutuati nello stile da François de La Rochefoucauld, la cui prima stesura risale al 1810, quando aveva appena trent'anni. Avendo in seguito rivestito vari incarichi e acquisito notevoli esperienze nel campo scolastico e istituzionale, non ritenne più quella stesura lo specchio fedele della sua visione dell'uomo e della società e mise mano a una revisione del libro, epurandolo degli eccessi giovanili e riportandolo su toni più misurati, consoni al suo nuovo ruolo. Quest'opera di revisione portò, nel 1821, alla seconda edizione che rappresenta la redazione definitiva. Conosce bene l'opera di La Rochefoucauld e, sebbene alcuni aforismi sembrano da lui esemplati, nel complesso si tratta di un'opera originale in quanto sia temi che forme appartengono, comunque, alla tradizione del genere aforistico. Si riscontra nell'opera un intenso ricorso alle figure retoriche: l'antitesi, il paradosso, la proporzione, l'iperbole. Molto presenti i temi dell'amicizia e i vizi, le virtù, le umane passioni, la gelosia ma anche la religione, la politica e l'economia. La scrittura risulta fluida, senza brusche interruzioni e quasi esclusivo è l'uso del presente indicativo; vario l'uso della punteggiatura. Rappresenta un'opera matura e perfettamente in linea, nella struttura e nei contenuti, con la migliore produzione aforistica ottocentesca e non solo. Non è un'opera magniloquente; spesso, al contrario, si presenta dimessa nel tono ed essenziale nella scrittura. Ma la sua validità è da ricercarsi precipuamente nel suo invito alla riflessione, alla moderazione, al gusto delle piccole cose.